# Història de Zanzíbar
L'arxipèlag de Zanzíbar ha estat habitat des del període Paleolític. En una cova de l'arxipèlag s'hi han trobat eines microlítiques de fa uns 20.000 anys. Aquestes eines eren freqüents en les comunitats de caçadors i recol·lectors de l'Edat de Pedra tardana. Altres jaciments arqueològics datats amb tècniques de radiocarboni han indicat ocupacions més recents entre 2800 aC i l'any 0. En aquests jaciments s'hi han trobat objectes com ara granadura de vidre de les zones costaneres de l'oceà Índic, cosa que suggereix l'existència de cert comerç local, tot i que alguns autors han descartat aquesta teoria.
No s'han trobat restes ceràmiques de les primeres comunitats agrícoles i metal·lúrgiques de Zanzíbar, que van sorgir a la zona durant el primer mil·lenni, cap al segle vi. Les primeres estructures urbanes van ser construïdes amb argila i fusta. Les troballes són una mica anteriors al desenvolupament urbà d'altres llocs costaners d'Àfrica Oriental, que no sorgeixen fins al segle ix. Entorn de l'any 1000 sembla que hi van arribar nous residents urbans, avantpassats dels pobles Hadimu i Tumbatu, procedents de la costa oriental africana, que vivien en petits llogarets independents i no tenien una organització central, cosa que va facilitar la seva submissió per part dels estrangers.

## Antiga presència àrab
Antics fragments ceràmics demostren que existien rutes comercials amb Zanzíbar des de l'època dels antics assiris. Comerciants procedents d'Aràbia (principalment Iemen), el Golf Pèrsic, Iran (especialment Siraz) i de l'oest de l'Índia possiblement van visitar l'arxipèlag de Zanzíbar des època tan primerenca com el segle I de la nostra era. Van utilitzar els vents monsons per travessar l'Oceà Índic i arribar fins al port natural en l'actual Zanzibar City. Encara que les illes zanzibareses tenien pocs recursos d'interès per als comerciants, constituïen una bona localització per contactar i comerciar amb les poblacions de la costa oriental africana. El califa Abd-al-Màlik ibn Marwan va enviar grups de gent a fundar Zanzibar, Pate, Mombasa, Lamu (ciutat de Kenya), Kilwa i Malindi entre d'altres. Amb el comerç exterior va començar una fase de desenvolupament urbà associat amb la introducció de pedra en la construcció des del segle x.
Els comerciants també van començar a assentar-se en petit nombre a Zanzíbar des de finals del segle xi o principis del xii, barrejant-se amb els indígenes africans. Finalment va sorgir un governant hereditari (conegut com a Mwenyi Mkuu o Jumbe), entre els Hadimu i un governant similar, anomenat el Sheha entre els Tumbatu. Cap d'ells no tenia molt poder, però van ajudar a solidificar la identitat ètnica dels seus respectius pobles.
Els iemenites van construir la primera mesquita de l'hemisferi sud en Kizimkazi, el llogaret més austral de l'illa de Unguja. Una inscripció kúfica del seu "mihrab" porta la data islàmica de l'any 500 (1107 dC).

## Govern portuguès
Vasco da Gama va visitar Zanzíbar l'any 1499, donant començament a la influència europea a l'arxipèlag. Els portuguesos van establir el seu control a l'agost de 1505 quan João Homere, que formava part de la flota de Francisco de Almeida, va conquistar les illes. Formaria part de les possessions de la Corona de Portugal durant gairebé dos segles.
Cap a finals del segle xvi els portuguesos van començar a perdre poder a la zona, a causa de la competència anglesa, que també volien controlar la costa oriental africana i la ruta comercial cap a l'Índia. Tot i la construcció de forts (com el 1594 a Pemba), els perses van arrabassar el control del Regne d'Ormuz a Portugal el 1622 i els omanites van realitzar incursions a la costa oriental africana prenent Zanzíbar el 1668. Però la divisió interna del regne de Zanzibar a la mort del rei Yussuf a finals del segle xvii va permetre que els portuguesos recuperessin breument el control de la zona aliant-se amb la reina suahili Fatuma, però els omanites van intervenir novament. En 1694 el vicari de Zanzíbar Fra Manuel de Conceiçao va ser assassinat i no va tenir successor. Els omanites van atacar Zanzíbar el desembre de 1696, van capturar la reina Fatuma i la van enviar a l'exili a Oman i van expulsar els últims portuguesos de la zona el 1698 després de la caiguda de Fort Jésus a Mombasa. Jurant fidelitat al sultà d'Oman, el fill de Fatuma es va convertir en rei de Zanzibar amb el títol de "Mwinyi Mikuu". Els governants locals es van mantenir en el poder però els sultans d'Oman van mantenir el control efectiu de Zanzíbar des 1698 fins a finals del segle xix.

## Establiment del poder omanita

Bandera del sultà al (dubtosa)

Bandera ibadita, pròpia del soldanat fins al 10 de desembre del 1963

La pèrdua de Mombasa pels portuguesos el 1698 no va tenir immediata repercussió a Zanzíbar. El 1694 el vicari de Zanzíbar Fra Manuel de Conceiçao fou assassinat per membres de les tribus i ja no es va nomenar successor. Una reina de nom Fàtima va prendre el poder pacíficament i va establir el seu palau prop de la geraza. El 1710 ja pertanyia a Oman i la reina s'havia sotmès. El 1712 el virrei de Goa informà que els àrabs havien transformat la feitoria portuguesa i un edifici de pedra construït per Joao Nunes a finals del segle xvii per fer un fortí inadequat. La monarquia local suahili s'havia mantingut però el poder real estava en mans dels omanites i després del 1734 en mans dels liwalis de Mombasa (des de 1739 els Mazrui) que no foren eliminats fins al 1837 per Sayyid Said.

## Regnat de Sayyid Said
La primera mesquita de la Ciutat de Pedra de Zanzíbar data del 1766; Sayyid Said va visitar l'illa el 1828 però no va instal·lar la seva cort a la Ciutat de Pedra fins al 1842. El 1830 es van construir tres mesquites un altre el 1840. Entre 1850 i 1890 se'n van construir almenys 27 i 5 més al segle xx. El savi xeic Muhyi al-Din ben Shaikh ben Abd Allah ak-Khaytani, cadi de Zanzíbar de 1840 a 1870 va escriure obres d'història i poesia.
Sayyid Said va tenir entre 60 i 70 concubines i d'acord amb el prestigi social de l'època va fer construir nombrosos palaus o palauets alguns dels quals encara es conserven; el principal i la seva residència era el de Mtoniu; un palau a Dunga allotjava als sobirans autòctons (Mwinyi Mkuu)
Sayyid Said ben Sultan al-Busaid va traslladar la seva cort a l'illa el 1840 i va introduir el clau cultivat a les plantacions per esclaus negres i amb una classe dirigent àrab; els indis van agafar el control del comerç. Va morir el 1856 i va esclatar la lluita per la successió i finalment el 6 d'abril de 1861 els dominis Al-Busaid es van dividir entre la branca de Zanzíbar representada per Sayyid Majid ben Said Al-Busaid (1856–1870), el seu sisè fill, i el tercer Thuwayni ibn Said esdevingué sultà de d'Oman. La costa africana va quedar en poder de Zanzíbar i territoris que anaven fins a Kindu al riu Congo on els mercaders àrabs comerciaven amb esclaus.

## Pèrdua de territoris
El novembre de 1886 una comissió germano-britànica va establir que els dominis de Zanzíbar només anaven fins a uns 19 km cap a l'interior, entre Cabo Delgado i Kipini a Kenya, a més de les illes, però aquestes s possessions es van perdre de fet entre 1887 i 1892 per l'establiment dels poders colonials, de vegades com a lloguers o compres, o simplement ignorant el dret de Zanzíbar. Alguns drets foren mantinguts i cedits més tard com Mogadiscio i altres llocs, a Itàlia, el 1905, i Lamu, Kau i Kapeni a Kenya el 8 de desembre de 1963.
Al segle xix passaven pels mercants d'esclaus de Zanzíbar 50000 esclaus a l'any. El comerciant més conegut fou Tippu Tip. Estats Units va establir un consolat a l'illa el 1837. Regne Unit es va interessar per l'illa per la seva política contra l'esclavatge. El primer tractat amb els britànics es va signar el 1822 però el tràfic d'esclaus no fou prohibit fins al 1876. L'illa va tenir el primer tren per decisió del sultà Bargash ben Said que va portar una màquina per anar de la ciutat al seu palau d'estiu a Chukwani.

## Protectorat britànic
Pel Tractat de Helgoland-Zanzíbar entre Gran Bretanya i Alemanya de 1890 pel qual es bescanviava Helgoland i la franja de Caprivi (a Namíbia) per Zanzíbar (18 de juny de 1890) el protectorat va passar als britànics (1 de juliol de 1890). El poder britànic s'exèrcia a través del cònsol general i el visir o primer ministre que era un britànic.
A la mort del sultà Hamad ben Thuwaini el 25 d'agost de 1896 va pujar al tron Khalid ben Barghash, fill del sultà Barghash ben Said. Els britànics no l'acceptaven i volien proclamar Hamud ben Muhammad, net de Bargash. Això va portar a l'anomenada guerra anglo-zanzibaresa en la matinada del 27 d'agost quan dos vaixells de la marina britànica van bombardejar i destruir el palau de Beit al Hukum i van donar un ultimàtum d'una hora a Khalid per sortir però va refusar. A les 9 els vaixells britànics van obrir foc i els zanzibaresos van respondre i van cremar accidentalment el consolat alemany; al cap de 38 minuts es va declarar l'alto el foc; fou considerada la guerra més curta de la història. Hamud fou declarat sultà.
Segons els desitjos britànics l'esclavatge fou abolit el 1897 (el tràfic ja ho havia estat abans) i els esclaus foren alliberats amb una compensació pels seus amos. El seu hereu Ali ben Hamud fou educat a la Gran Bretanya. Els soldans van tenir al seu costat després de 1913 un resident que era el que tenia el poder efectiu i feia les funcions de visir.

## Independència
A l'illa existien quatre partits: Partit Nacionalista de Zanzíbar (PNZ), àrab i moderat; Partit Popular de Zanzíbar i Pemba, escissió del Afro Shirazi i influent a Pemba; el partit Umma, del xeic Abdarrahman Mohammed Babu, àrab socialista; i el Partit Afro Shirazi, representant de la majoria negra. A les eleccions del 1963 el partit Nacionalista va obtenir 12 escons, el Afro Shirazi 13, el Popular 6, i l'Umma cap, ja que les va boicotejar. Molts negres no van poder votar per no estar registrats. Nacionalistes i popular van formar govern el 24 de juny de 1963
El soldanat va rebre la independència el 10 de desembre de 1963. El govern de coalició entre el Partit Nacionalista de Zanzíbar (PNZ), àrab i moderat, i el Partit Popular de Zanzíbar i Pemba, dirigit per Sheikh Muhammad Shamte Hamadi (del PNZ), va romandre en el poder però fou enderrocat al cap d'un mes (12 de gener de 1964) i el 17 de gener es va proclamar la República de Zanzíbar.

## República de Zanzíbar

bandera decretada per Okello el 12 de gener de 1964

La República de Zanzíbar es va proclamar el 17 de gener de 1964, després de la revolució de John Okello del 12 de gener de 1964. El soldanat havia esdevingut independent el 12 de desembre de 1963. Governava al país una coalició entre els dos partits majoritaris: el Partit Nacionalista de Zanzíbar (PNZ), àrab i moderat, i el Partit Popular de Zanzíbar i Pemba, escissió del Partit Afri Shirazi basada a Pemba. L'oposició la formava el Partit Afro-Shirazi (PAS), d'esquerra radical i amb suport de la població negre de l'illa de Zanzibar.

## La revolució

bandera del Partit Afro-Shirazi

Bandera de facto després del 17 de gener de 1964

La nit del 12 de gener de 1964 un grup d'uns 300 homes dirigit per l'ugandès John Okello, que havia treballat com a policia a Pemba un any i havia arribat a l'illa feia uns 2 anys (tenia 27 anys), cap d'una secta, es van apoderar de l'armeria reial al quarter de policia de Ziwani. Okello havia establert una secta de joves que no practicaven el sexe, molts treballadors del port, i que es reunien en secret, rebent promeses d'un canvi; aquests homes acostumats a treballar junts estaven predisposats a rebre ordres d'un líder; tot i així al moment de lluitar només 40 dels més de 200 homes que anaven amb Okello van acceptar les ordes. La policia del soldà va fer un contraatac amb 75 homes amb armament lleuger que es van acostar a Ziwani però ja els revolucionaris, ben armats els van massacrar. Després es van apoderar dels centres de comunicacions i de dos quarters més de policia. Únicament el de Malindi va oferir unes hores de resistència, i encara se sentien trets a l'hora de dinar, però al capvespre ja s'havia acabat.
Aquella nit van morir centenars d'àrabs (i asiàtics) a Zanzíbar (entre cinc i deu mil) i en dies següents uns quants milers van fugir. La revolució va agafar desprevinguts als líders polítics. El PAS li va donar suport. Okello es va declarar mariscal de camp i amb els seus homes va fer regnar el terror. En un discurs per ràdio va prometre matar a tot el que se li oposés i cridaria a tothom per veure com penjava els enemics i els rostia com a polls (dia 14).
El president del Partit Afro Shirazi i el seu lloctinent Abdulrahman Mohammed Babu van intentar encausar la situació. El dia 17 Abeid Karume va assolir la presidència, i el xeic Abdullah Kassim Hanga (format a la universitat Lumuumba de Moscou i marcadament comunista) fou nomenat primer ministre i vicepresident; Babu fou nomenat ministre d'exteriors i de Comerç. Okello va encapçalar un Comitè Revolucionari el poders del qual va definir com iguals al del govern. El nou govern havia demanat un contingent de policia de Tanganyika per assegurar l'orde i el dia 17 van arribar 130 agents. El dia 18 de gener de 1964 fou proclamada la República Popular de Zanzíbar al mateix temps que a Pemba es proclamava la República Popular de Pemba; els dos governs van treballar plegats.
Okello s'havia declarat un fidel anglicà amb grans sentiments humans. A primers de març va fer un viatge a l'Àfrica Oriental i a la tornada el dia 9 de març fou detingut a l'aeroport i reembarcat cap a Dar es Salaam. D'allí es va traslladar a Kenya on fou expulsat i el 16 de març va arribar a Kampala (Uganda) on finalment va desaparèixer després del 1971, segons els rumors assassinat per Idi Amin Dada.

Bandera adoptada per Zanzíbar el 29 de gener de 1964, deixada d'usar (però no abolida) després del 1965

El 22 d'abril va arribar a Zanzíbar el president de Tanganyika, Julius Nyerere i el seu ministre d'afers exteriors Kambona i de l'Interior Lusinde. Babu estava absent de viatge a Indonèsia. El 23 d'abril es va anunciar que els dos presidents havien signat l'acta d'unió de Tanganyika i Zanzíbar; la unió es va proclamar el dia 26 i els instruments de ratificació foren intercanviats els 27 d'abril entrant per tant en vigor formant la República Unida de Tanganyika i Zanzíbar, nom que el dia 29 d'octubre de 1964 fou canviat a República Unida de Tanzània.

## La República
El govern d'Abeid Karume fou d'orientació comunista pro xinesa; va confiscar la propietat privada, va redistribuir la terra i va entregar als pobres una parcel·la. Karume volia construir un país on tothom tingués una casa, assistència medica, alimentació, vestit i energia garantida, i possibilitats d'estudiar. Les empreses privades foren abolides igual que els partits polítics. L'estat va assolir el control de tot els mitjans de producció. Pels qui no tenien feina es va establir un departament de benestar que se'n ocupava. L'educació va esdevenir universal i gratuïta (però alguns intel·lectuals que se li oposaven foren executats). Durant els primers anys es van produir en conjunt diverses violacions dels drets humans i abusos contra l'oposició. Durant un temps va predicar la política de l'autosuficiència i va aturar la importació d'aliments, alguns diuen que per poder comprar armes en cas de mancar el suport de Julius Nyerere. La unió amb Tanganyika s'havia previst per només 10 anys i s'acabava el 1974. La manca d'aliments va provocar un èxode; un grup d'opositor va intentar enderrocar el govern i no ho va aconseguir però va matar el president Karume el 7 d'abril de 1972; l'autor de la seva mort fou un àrab que sembla que es revenjava pel paper de Karume en la mort del seu pare. La revolució fou dirigida pel vicepresident Abdulrahman Mohammed Babu i es creu que tenia el suport de Julius Nyerere. Després de l'intent va seguir una forta repressió de tots els sospitosos. Moltes persones foren arrestades també a Pemba
Aboud Jumbe va ser designat nou president pel consell revolucionari el dia 11 d'abril. Encara que més moderat havia de seguir algunes orientacions més radicals del consell revolucionari. Es va decantar per afavorir una integració més plena amb Tanganyika i va acceptar la fusió dels dos partits únics el 1977, el Partit Afro-Shirazi (PAS) i la Tanganyika African National Union (TANU) per formar el Chama Cha Mapinduzi ('Partit de la Revolució' en suahili, anagrama CCM). Va deixar viatjar als nacionals i no va posar limitacions als que volien estudiar en universitats estrangeres, que abans no podien.
El 1979 Jumbe va establir la Camara de representants, però els membres eren designats; va obrir l'administració al poble i entre els que van participar en la revolució es va formar el comitè dels catorze que se li va oposar; la seva influència va començar a declinar i els seus poder sovint foren qüestionats. Va intentar redreçar la situació i posar fi a la influència exercida des de Tanganyika però el 30 de gener de 1984 fou obligat a dimitir del partit únic el CCM i Ali Hassan Mwinyi nomenat com a nou president interí (fou confirmat en la votació del 19 d'abril de 1964). Ramadani Baki, el seu primer ministre (el primer nomenat des de l'abolició del càrrec el 27 d'abril de 1964), va dimitir al mateix dia (abans d'un any en el càrrec doncs havia estat nomenat el 27 de febrer de 1983) i el dia 6 de febrer substituït per Seif Sharif Hamad.
Mwinyi i el seu primer ministre Seif Sharif Hamad van rebre inicialment el suport popular que aviat van perdre al no poder arreglar els problemes heretats. El 1985 Mwinyi va esdevenir president de la República Unida de Tanzània i Idris Abdul Wakil fou elegit com a nou president (24 d'octubre de 1985) amb el 60% dels vots. A les eleccions del 1990 fou elegit el Dr. Salmin Amour Juma amb un resultats molts pobres que van comprometre la seva elecció; va començar a deposar funcionaris acusats dels mals resultats i va governar amb mà de ferro; fou conegut com a Komandoo, i va empresonar als seus opositors i alguns foren torturats. Durant el seu mandat es va restablir els sistema multi partidista a Tanzània el 1992.
A Zanzíbar ja s'havia produït una divisió entre els partidaris de mantenir l'estatus i els que s'hi oposaven englobats en l'oposició anomenada Kamahuru, i quan es van legalitzar els partits va sorgir el Front Civic Unit dirigit per Seif Sharif Hamad primer ministre fins al 1988 i que havia deixat el partit CCM i tenia àmplia majoria a Pemba; altres partits continentals no han arrelat a les illes.
El 1995 es van fer eleccions, per primera vegada en més d'un partit, que foren marcades per irregularitats. Les protestes de l'oposició foren acceptades pels observadors i els resultats (reelecció de Salmin Amour Juma) no foren reconeguts, però el president va romandre al càrrec. Es van organitzar protestes i alguns donants d'ajut la van suspendre. Les tortures i empresonaments van seguir i ara es va afegir la discriminació contra la gent de Pemba.
Les eleccions del 2000 van ser altre cop considerades fraudulentes per l'oposició. El candidat del govern de Tanzània, Amani Abeid Karume, fou elegit i va prendre possessió el 8 de novembre de 2000; en les manifestacions contra la seva elecció les forces tanzanes van matar alguns manifestants; el CMM va obrir negociacions amb el CUF i les dues organitzacions van arribar a un acord i es va establir una comissió conjunta; es va formar una nova Comissió Electoral de Zanzíbar (ZEC) amb representants dels dos partits i es va rebaixar la tensió. Encara es van produir algun incidents menors entre manifestants que donaven suport a un o altre però sense major importància.

Bandera adoptada l'11 d'octubre del 2004 i en ús des del 9 de gener del 2005

L'1 d'octubre del 2004, conseqüència de la pujada del sentiment nacionalista, la bandera pròpia, que s'havia deixat d'usar després del 1965 fou readoptada per l'assemblea però incloent la bandera de Tanzània a la part superior (amb la protesta del CUF) i eliminant la franja blanca al pal. Fou hissada per primer cop el 9 de gener del 2005. En les eleccions del 2005, en mig altre cop d'incidents, i protestes, va ser reelegit el president Karume.
El 31 de juliol de 2010 es va celebrar a Zanzíbar un referèndum sobre l'establiment d'un govern d'unitat nacional després de les eleccions d'octubre de 2010 a Tanzània. La proposta va ser aprovada i el partit perdedor de les eleccions va poder ser designat posteriorment com a Vicepresident Primer.

## Soldans de Zanzíbar
1. Saïd ibn Sultan (Com a Soldà d'Oman)
2. Majid ben Said (1856–1870)
3. Barghash ben Said (1870–1888)
4. Khalifah ben Said (1888–1890)
5. Ali ben Said (1890–1893)
6. Hamad ben Thuwaini (1893–1896)
7. Khalid ben Barghash (1896)
8. Hamud ben Muhammed (1896–1902)
9. Ali ben Hamud (1902–1911)
10. Khalifa ben Harub (1911–1960)
11. Abdullah ben Khalifa (1960–1963)
12. Jamshid ben Abdullah (1963–1964)

### Ministres en cap i visirs (després de 1890)
- Suleiman ibn Hamad al Busaidi (1828 a 1873) (ministre en cap.
- Sir Lloyd Williams Matthews (1890 a 1901).
- 11 d'octubre de 1901 a 3 de novembre de 1901 Vacant.
- A.S. Rogers (1901 a 1906).
- Arthur E.H. Raikes (1906 a 1908).
- Francis Barton (1908 a 1913).

### Visirs residents britànics
- Sir Lloyd William Matthews (1890 a 1901)
- A.S. Rogers (1901 a 1906)
- Arthur Raikes (1906 a 1908)
- Francis Barton (1906 a 1913)

### Cònsols generals
- John Kirk 1873-1886
- Claude Maxwell Macdonald 1887-1888
- Sir Charles Bean Euan-Smith 1888-1891
- Gerald Herbert Portal 1891-1892
- James Rennell Rodd 1892-1894
- Arthur Henry Hardinge 1894-1900
- Sir Charles Norton Edgecumbe Eliot 1900-1904
- Basil Shillito Cave 1904-1908
- Edward Clarke 1908-1913

### Residents
- Francis Barrow Pearce, (1913 a 1922)
- John Houston Sinclair, (1922 a 1923)
- Alfred Claud Hollis, (1923 a 1929)
- Richard Sims Donkin Rankine, (1929 a 1937)
- John Hathorn Hall (1937 a 1940)
- Henry Guy Pilling, (1940 a 1946)
- Vincent Gonçalves Glenday, 1946 a 1951)
- John Dalzell Rankine (1952 a 1954)
- Henry Steven Potter (1954 a 1959)
- Arthur George Rixson Mooring (1959 a 1963)

## Presidents
- John Okello 1964, govern provisional
- Sheikh Abeid Amami Karume 1964-1972
- Skeikh Mwinyi Aboud Jumbe 1972-1984
- Ali Hassan Mwinyi 1984-1985
- Idris Abdul Wakil 1985-1990
- Salmin Amour 1990-2000
- Amani Abeid Karume 2000-2010
- Ali Mohamed Shein 2010-2020
- Hussein Mwinyi 2020-

## Primers ministres
- Abdullah Kassim Hanga 17 de gener a 27 d'abril de 1964, el càrrec fou després abolit fins a 1983
- Ramadani Baki 1983-1984
- Seif Shariff Hamad 1984-1988
- Omar Ali Juma 1988-1995
- Mohamed Gharib Bilal 1995-2000
- Shamsi Vuai Nahodha 2000-2005 (posició abolida)[6]